# Carte d'embarquement
Ne doit pas être confondu avec Billet d'avion.

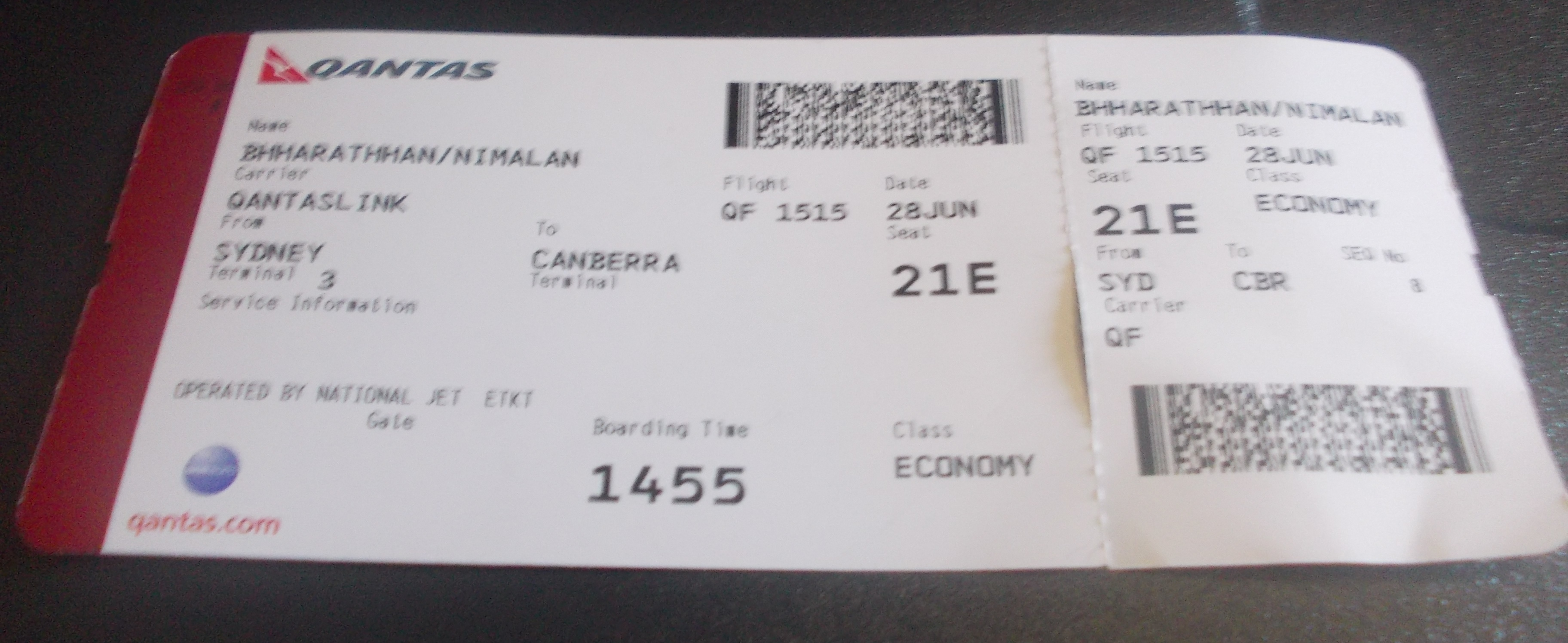
Carte d'embarquement moderne pour un vol intérieur de la compagnie Qantas.

Une carte d'embarquement est un document fourni par une compagnie aérienne lors de l'enregistrement. Il donne une autorisation à un passager de monter à bord d'un avion pour un vol donné.
Au minimum, il identifie le passager, le numéro de vol, ainsi que la date et l'heure prévue pour le départ. Dans certains cas comme les billets électroniques, il est possible d'obtenir ce document en ligne et de l'imprimer, ou de le stocker dans un smartphone.